# Winston E. Scott
Winston Elliott Scott, född 6 augusti 1950 i Miami, Florida, är en amerikansk astronaut uttagen i astronautgrupp 14 den 5 december 1992.

## Rymdfärder
- STS-72
- STS-87